# 1918 Aiguillon
1918 Aiguillon este un asteroid din centura principală, descoperit pe 19 octombrie 1968 de Guy Soulié.